# ۱۷۳ (عدد)
۱۷۳ (صد و هفتاد و سه) یک عدد طبیعی است که بعد از ۱۷۲ و قبل از ۱۷۴ قرار دارد.